# Pseudoclausia mollissima
Pseudoclausia mollissima là một loài thực vật có hoa trong họ Cải. Loài này được (Lipsky) A.N. Vassiljeva miêu tả khoa học đầu tiên năm 1961.